# Juchhöh (Döbeln)
Juchhöh ist eine kleine Häusergruppe in der Ortschaft Mochau der Großen Kreisstadt Döbeln im sächsischen Landkreis Mittelsachsen.

## Geographie
Juchhöh liegt auf rund 285 m südlich von Großsteinbach ca. 1 km entfernt von der Anschlussstelle Döbeln-Ost der A 14. Weiter nördlich liegen Präbschütz und Mochau, südlich Theeschütz. Die Straße von der Autobahnabfahrt führt nach Leschen. Alle genannten Dörfer liegen östlich von der Kernstadt Döbeln.
Juchhöh wurde als Häuslerreihe angelegt.

## Geschichte
Erstmals wurde Juchhöh (oder Juchhöhhäuser) 1875 erwähnt. Damals lebten dort 62 Personen, die anteilig zu Theeschütz (41 Personen) und zu Präbschütz (21 Personen) gezählt wurden. Die Juchhöhhäuser gehörten entsprechende zur Amtshauptmannschaft, dem Kreis bzw. Landkreis Döbeln und dem Landkreis Mittelsachsen. 1911 war der Ort Teil von Präbschütz, Ossig und Theeschütz. Juchhöh gehört zur Kirchgemeinde Beicha-Mochau. Es ist ein offizieller Teil der Ortschaft Mochau.

## Belege
1. ↑  Juchhöh – HOV | ISGV. Abgerufen am 7. Januar 2024.
2. ↑  Große Kreisstadt Döbeln: Hauptsatzung der Großen Kreisstadt Döbeln. 13. Dezember 2019, abgerufen am 7. Januar 2024.